# Lyzanxia
Lyzanxia ist eine französische Band, deren musikalischer Stil Thrash Metal mit Elementen des Death Metal kombiniert.

## Biografie
Lyzanxia wurde 1996 von den Brüdern Potvin gegründet. Kurz darauf erschien das erste Demo, RIP My Skin, welche das musikalische Potential der Band zeigte. 1997 produzierte die Band ein weiteres Demotape mit 11 Stücken, Lullaby, welches den Kontakt zur Presse und der Underground-Szene herstellte. In der Folge spielte die Band zusammen mit Edge of Sanity, Disfear, Loudblast und No Return.
Für ihr erstes Album Eden konnten sie Produzent Fredrik Nordström gewinnen. Das Album wurde 2000 veröffentlicht und erhielt gute Kritiken. Zwei Videos zu Bewitched und Dream Feeder wurden veröffentlicht.
2002 nahm Lyzanxia ihr zweites Album Mindcrimes auf. Die Band arbeitete wieder mit Nordström zusammen und die Brüder Potvin reisten nach Göteborg, Schweden, um die Stücke zu mischen und das Album mit Giran Finnberg zu mastern. Unterstützend produzierten sie die Videos Silence Code und Medulla Need. Eine Tour mit Shaman und Behemoth folgte.
2006 erhielt Lyzanxia einen Vertrag mit Listenable Records. Unter diesem Label wurde das dritte Studioalbum Unsu aufgenommen und veröffentlicht. Auch hier arbeitete die Band mit Nordström, welcher das Album abmischte, und gingen mit Exit Ten und Soilwork auf Tour.
2010 lieferte die Band ihr fünftes Studioalbum Locust ab. Der musikalische Stil orientiert sich weiterhin eng an den Regeln des Thrash Metal. Das Album wurde vom schwedischen Produzenten Björn Engelmann gemastert und erschien unter XIII BIS Records.

## Diskografie
- 1996: RIP My Skin (Demo)
- 1997: Lullaby (Demo)
- 2000: Eden
- 2003: Mindcrimes
- 2006: Unsu
- 2010: Locust